# Бретитт (округ)
Бре́титт (англ. Breathitt County) — округ в штате Кентукки, США. Официально образован в 1839 году. По состоянию на 2010 год, численность населения составляла 13 878 человек.

## География
По данным Бюро переписи США, общая площадь округа равняется 1282,051 км2, из которых 1274,281 км2 суша и 7,511 км2 или 0,600 % это водоёмы.

## Население
По данным переписи населения 2000 года в округе проживает 16 100 жителей в составе 6 170 домашних хозяйств и 4 541 семей. Плотность населения составляет 12,00 человек на км2. На территории округа насчитывается 6 812 жилых строений, при плотности застройки около 5,40-ти строений на км2. Расовый состав населения: белые — 98,69 %, афроамериканцы — 0,39 %, коренные американцы (индейцы) — 0,09 %, азиаты — 0,29 %, гавайцы — 0,02 %, представители других рас — 0,08 %, представители двух или более рас — 0,43 %. Испаноязычные составляли 0,66 % населения независимо от расы.
В составе 34,10 % из общего числа домашних хозяйств проживают дети в возрасте до 18 лет, 55,00 % домашних хозяйств представляют собой супружеские пары проживающие вместе, 14,20 % домашних хозяйств представляют собой одиноких женщин без супруга, 26,40 % домашних хозяйств не имеют отношения к семьям, 23,80 % домашних хозяйств состоят из одного человека, 9,00 % домашних хозяйств состоят из престарелых (65 лет и старше), проживающих в одиночестве. Средний размер домашнего хозяйства составляет 2,54 человека, и средний размер семьи 3,00 человека.
Возрастной состав округа: 25,50 % моложе 18 лет, 10,00 % от 18 до 24, 28,90 % от 25 до 44, 24,00 % от 45 до 64 и 24,00 % от 65 и старше. Средний возраст жителя округа 36 лет. На каждые 100 женщин приходится 97,40 мужчин. На каждые 100 женщин старше 18 лет приходится 92,70 мужчин.
Средний доход на домохозяйство в округе составлял 19 155 USD, на семью — 23 721 USD. Среднестатистический заработок мужчины был 26 208 USD против 20 613 USD для женщины. Доход на душу населения составлял 11 044 USD. Около 28,10 % семей и 33,20 % общего населения находились ниже черты бедности, в том числе — 42,90 % молодёжи (тех, кому ещё не исполнилось 18 лет) и 26,80 % тех, кому было уже больше 65 лет.